# سلبی-آن-د-بی (مریلند)
سلبی-آن-د-بی (به انگلیسی: Selby-on-the-Bay) یک منطقهٔ مسکونی در ایالات متحده آمریکا است که در شهرستان آنا آروندل، مریلند واقع شده‌است. سلبی-آن-د-بی ۱۲٫۲ کیلومتر مربع مساحت و ۳٬۶۷۴ نفر جمعیت دارد و ۶ متر بالاتر از سطح دریا واقع شده‌است.